# MR-710

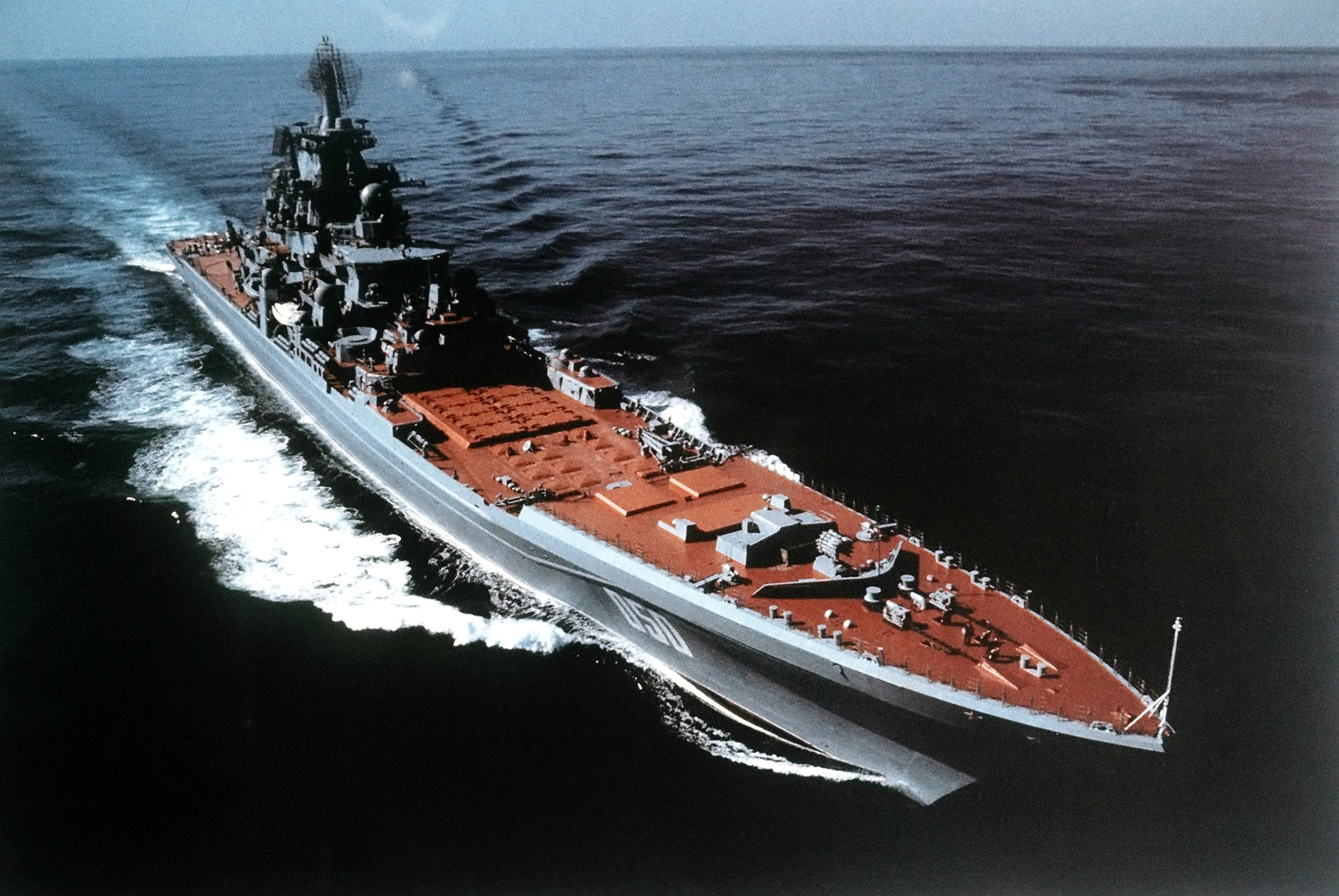
키로프급 순양함에도 MR-710이 탑재되어 있다.

MR710은 러시아가 개발한 해상 레이더로, 미사일 순양함에 탑재되어 사용된다. NATO 코드명은 'Top Plate'다. 'MR-710'은 전투기를 230km에서 탐지할 수 있고 대형폭격기를 280km 거리에서 탐지할 수 있다.

## 레이더 탐지거리
- 최대 탐지거리: 290km
- 최대 탐지고도: 30km
- 전투기 기준 탐지거리: 230km
- 개발시기: 1980년대

## 같이 보기
- FCS-3
- AN/SPY-1
- SMART-L
- SAMPSON
- 키로프급 미사일 순양함